# 学生健康保険互助組合
学生健康保険互助組合（がくせいけんこうほけんごじょくみあい）は日本の複数の大学で設立、設置されている学生間（多くは全学生強制加入）による医療費の負担軽減等を目的とした互助会組織である。健康保険法による健康保険ではなく、各大学において任意に運営されている。関係者等の間では学生健保（がくせいけんぽ）と通称されることが多い。
学生健康保険互助組合のある大学では入学等によりその大学の学生になると自動的に学生健康保険互助組合の組合員となり、医療費の給付等の資格を得ることができる。組合費は学費の支払いと同時になされる。独自の保険証は発行されず、学生証をもって保険証に代える。（そのような大学の学生証には学生健康保険互助組合の組合員証である旨が記載されている）

## 医療給付
医療費の給付（医療給付）を受ける方法については、各大学の組合、または同じ組合であっても受診した医療機関により差違があるため、組合の事務を担当する大学の窓口に問い合わせるか、組合のパンフレット等を確認する必要がある。また、疾病によっては給付の対象外のものもあるため、その点も注意する必要がある。
おおむね共通した方法としては組合と契約した医療機関を利用し、その医療機関により証明書の発行を受けた上で、組合担当の大学の窓口にその証明書をそえた上で申請書を提出する。

## 医療給付以外の活動
医療給付と同時に、疾病予防や福利厚生を目的にした事業も行っている。